# Celles (Liège)
Pour les articles homonymes, voir Celles.
Pour les articles ayant des titres homophones, voir Celle, Selle et Selles.
Celles (en wallon Cele-dilé-Wareme) est un village de Hesbaye, au sud de la ville de Waremme, en province de Liège (Belgique).
(A ne pas confondre avec Celles (Hainaut) et Celles (Namur)
Il fait aujourd'hui administrativement partie de la commune de Faimes, en Région wallonne de Belgique. C'était une commune à part entière avant sa fusion en 1970 avec Borlez, Les Waleffes, Viemme et Aineffe pour constituer la nouvelle entité de Faimes.

## Étymologie
Une 'Celles', jadis Selve ou Sylva (forêt) (J.H.) est une cellule monastique. Ce nom fait référence la présence d'une cellule d'ermite ('celles') auprès de laquelle s'est développé le village.

## Démographie
- Sources:INS, Rem:1831 jusqu'en 1970=recensements, 1976= nombre d'habitants au 31 décembre

## Histoire
Un tumulus romain du Haut-Empire est bien visible dans la campagne joignant le hameau de Saives (Suive) au centre de Celles (Selve), non loin de la chaussée romaine Bavay-Cologne (Omal). Une splendide garniture de harnais en bronze fut trouvée dans ce tumulus de Saives.
L'Église de Celles, avec son clocher roman récemment restauré, est peut-être la seule en Belgique à être dédiée à sainte Madelberte. Celle-ci fut abbesse de Maubeuge. Saint Hubert, évêque de Liège, fit transférer les reliques de la sainte à Liège. Il n'est pas impossible que le convoi fit halte à Celles, proche de la chaussée romaine allant de Bavay à Cologne (début VIIIe siècle)
Celles appartint d'abord au comte Arnould de Looz, frère du Prince-Évêque Baldéric qui en fit donation à l'abbaye Saint-Jacques de Liège qu'il venait de fonder (1016): «Baldéric donne en 1016 à Saint-Jacques l'alleu de Silva qui faisait partie de son patrimoine, ainsi que les domaines de Ernay avec ses appartenances et de Matrena». C'est vraisemblablement au cours de ce XIe siècle que la motte féodale est érigée. Elle est toujours visible entre la rue Armand Heptia et la rue du Tumulus.
Le sol tourmenté des prairies à l'arrière de l'église (visible du cimetière) révélerait la présence de vestiges d'un ancien château ou couvent, d'où partirait un souterrain.
Le village de Celles est historiquement et géographiquement au centre de l'entité communale actuelle, mais son nom n'a pas été retenu pour l'abondance de ce toponyme lors de la fusion des communes en 1970. Organisé autour de son église (clocher roman calcaire du XIIIe siècle classé), ce village a gardé un noyau d'habitat entouré de champs ouverts, caractéristique des villages de la Hesbaye sèche. Les hameaux de Faimes, Saives, Termogne et La Folie ont encore cette apparence caractéristique de noyaux d'habitat. Seul le hameau de Labia est entièrement relié au village de Celles, mais par un cordon d'habitations plus récentes.

## Patrimoine et culture

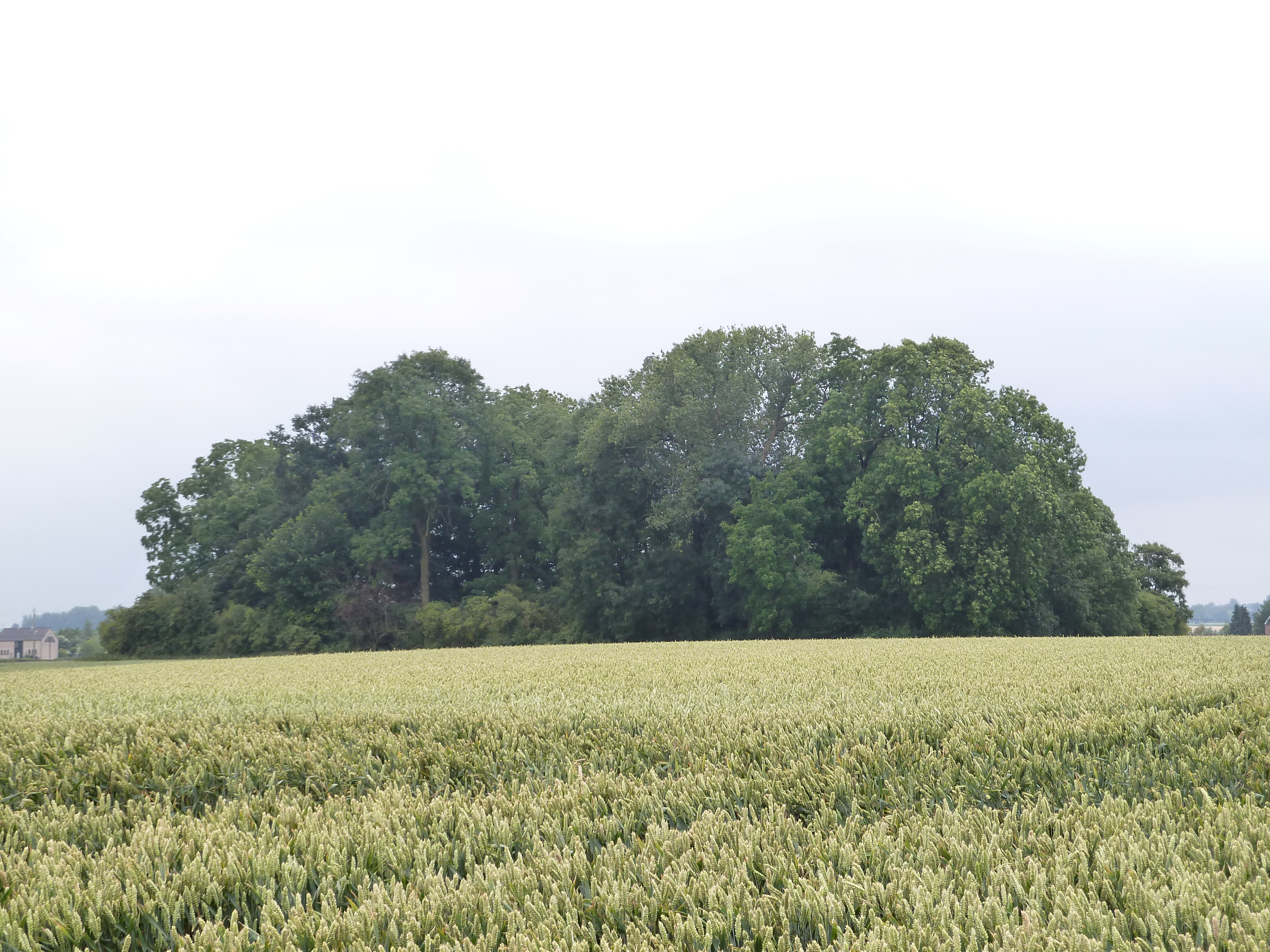
Tumulus de Saives.
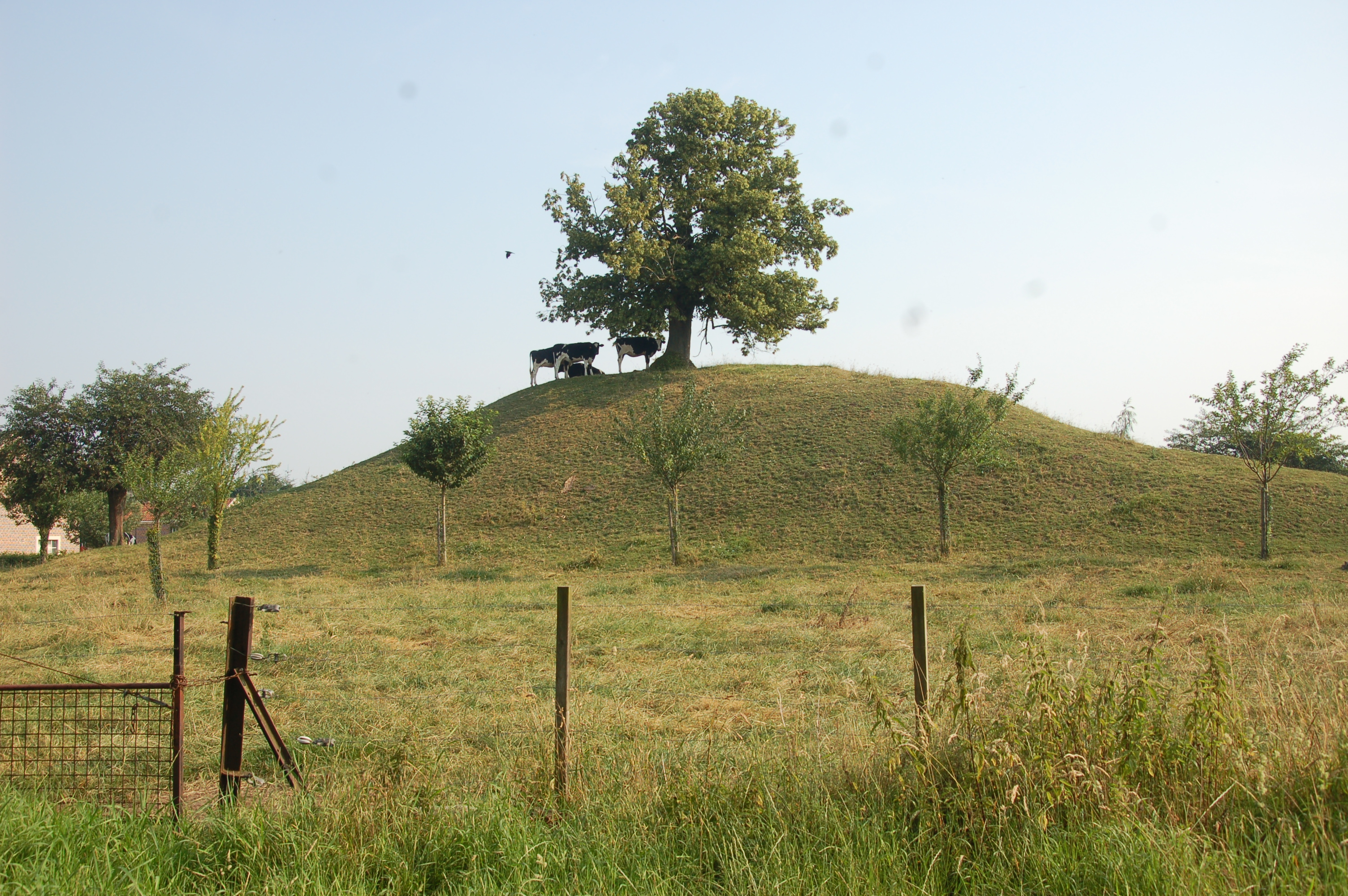
Motte féodale de Celles.
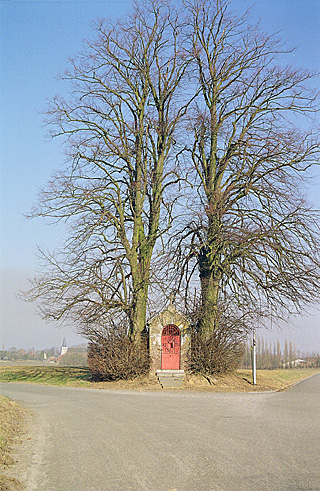
Chapelle Notre-Dame de Miséricorde.